# Geneva Extrasolar Planet Search
Geneva Extrasolar Planet Search —различные наблюдательные программы, проводимые Женевской обсерваторией, расположенной в коммуне Версуа, небольшом городке недалеко от Женевы, Швейцария. Программы выполняются М. Майором, Д. Найефом, Ф. Пепе, Д. Кело, Н. К. Сантосом и С. Удри с использованием нескольких телескопов и приборов в Северном и Южном полушарии. Они уже привели к открытию многочисленных внесолнечных планет, включая 51 Пегаса b, первую в истории подтвержденную экзопланету, вращающуюся вокруг звезды главной последовательности.
Программы, созданные в Женеве, как правило, проводятся в сотрудничестве с рядом других академических учреждений из Бельгии, Германии, Италии и Великобритании. Эти программы ищут экзопланеты в разных местах, используя разные инструменты. К ним относятся обсерватория Верхнего Прованса во Франции, TRAPPIST и телескоп имени Эйлера, расположенные в обсерватории Ла-Силья в Чили, а также программы по поиску красных карликов. Самые последние проекты включают в себя спектрограф HARPS, HARPS-N на острове Ла-Пальма и Роботизированную систему по поиску транзитов (экзопланет) следующего поколения, расположенную в Паранальской обсерватории на севере Чили.
Научный информационный центр обработки данных со спутника «Интеграл» расположен в Экозии (англ. Ecosia), который также принадлежит коммуне Версуа. Центр связан с Женевской обсерваторией и занимается обработкой данных, предоставленных спутником INTEGRAL Европейского космического агентства. На двух площадках в Соверни (англ. Sauverny) и Экозии работают около 143 человек, включая ученых, кандидатов наук, студентов, технический персонал (специалисты по компьютерам и электронике, механике), а также административный персонал.

## Поиск внесолнечных планет
- ELODIE Поиск внесолнечных планет в северном полушарии базируется на обсерватории Верхнего Прованса во Франция.
- CORALIE[англ.] Поиск внесолнечных планет в южном полушарии базируется на Обсерватории Ла-Силья в Чили.